# Rallye Sanremo 1978
Le Rallye Sanremo 1978 (20. Rallye San Remo), disputé du 3 au 7 octobre 1978, est la soixantième manche du championnat du monde des rallyes (WRC) courue depuis 1973, et la huitième manche du championnat du monde des rallyes 1978 (WRC). C'est également la treizième des dix-neuf épreuves de la Coupe FIA 1978 des pilotes de rallye, créée l'année précédente.

## Contexte avant la course

### Le championnat du monde
Créé en 1973 en remplacement du championnat international des marques, le championnat du monde des rallyes a pour cadre les plus célèbres épreuves routières internationales, telles le Rallye Monte-Carlo ou le Safari. Onze manches sont inscrites au calendrier 1978, réservées aux voitures des catégories suivantes :
- Groupe 1 : voitures de tourisme de série
- Groupe 2 : voitures de tourisme spéciales
- Groupe 3 : voitures de grand tourisme de série
- Groupe 4 : voitures de grand tourisme spéciales

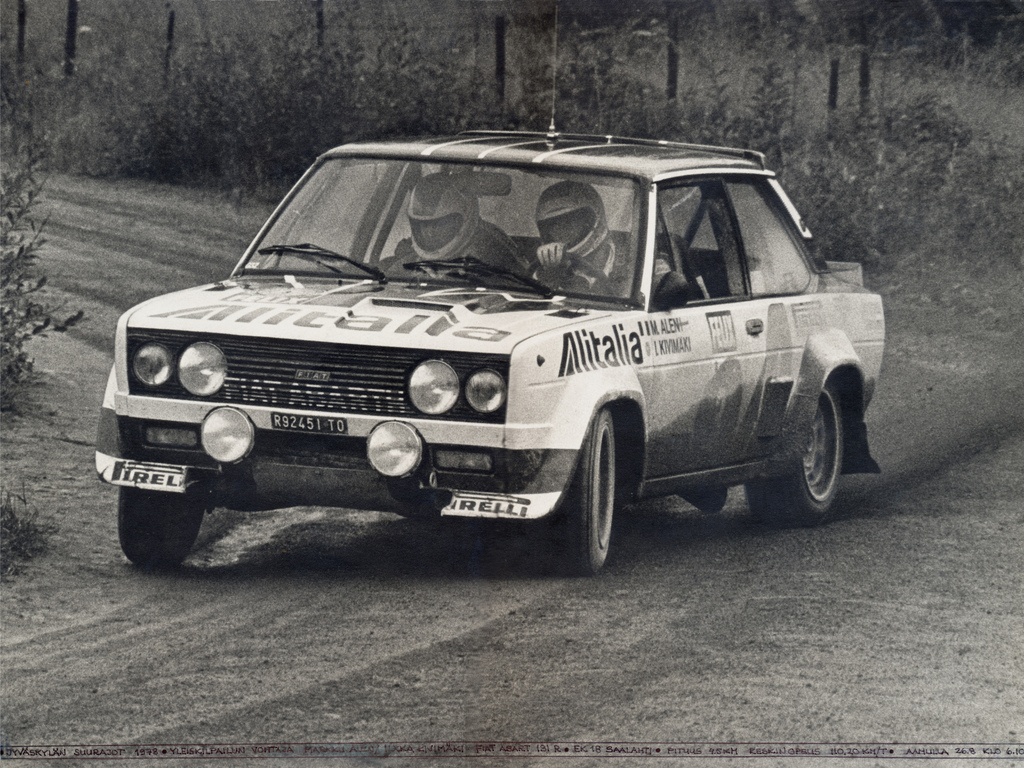
Les Fiat 131 Abarth dominent largement le championnat 1978. Ici la voiture d'Alén, victorieuse en Finlande.

La saison 1978 aurait dû faire l’objet d'un nouveau duel entre Fiat (tenant du titre) et Ford, mais ce dernier a pris la décision en début d'année de limiter sa participation à trois épreuves mondiales, laissant la voie libre aux 131 Abarth qui se sont imposées à quatre reprises depuis janvier. Elles font à nouveau partie des favorites pour le Sanremo, partageant toutefois la vedette avec les Lancia Stratos qui se montrent également redoutables sur ce terrain.

#### Coupe FIA des pilotes
La Coupe des pilotes de rallye a été créée en 1977 et s'appuie sur un système de points identique à celui du championnat du monde de Formule 1. Le décompte est toutefois assez complexe, car prenant en compte, en plus des onze manches mondiales, cinq épreuves du championnat d'Europe et trois autres rallyes internationaux, et pénalisant d'un résultat les pilotes n'ayant pas participé au moins une fois au championnat européen. Ce système a permis a Sandro Munari de s'adjuger la coupe 1977, face à son principal rival, Björn Waldegård, qui avait pourtant inscrit plus de points que lui. Pour la saison 1978, c'est Markku Alén, fer de lance de l'équipe Fiat, victorieux au Portugal et en Finlande et presque toujours bien classé cette saison, qui semble le mieux placé pour l'emporter.

### L'épreuve
Bien que créée en 1928, cette épreuve ne fut régulièrement organisée qu'à partir de 1961, sous le nom de Rally dei Fiori (Rallye des Fleurs). Elle fut rebaptisée Rallye Sanremo en 1968. Auparavant mixte (goudron et terre), le rallye se court exclusivement sur asphalte depuis 1977. Le parcours convient bien aux Lancia Stratos, qui s'y sont imposées de 1974 à 1976 et étaient en mesure de réaliser la passe de quatre en 1977.

## Le parcours
- départ : 3 octobre 1978 de Sanremo
- arrivée : 7 octobre 1978 à Sanremo

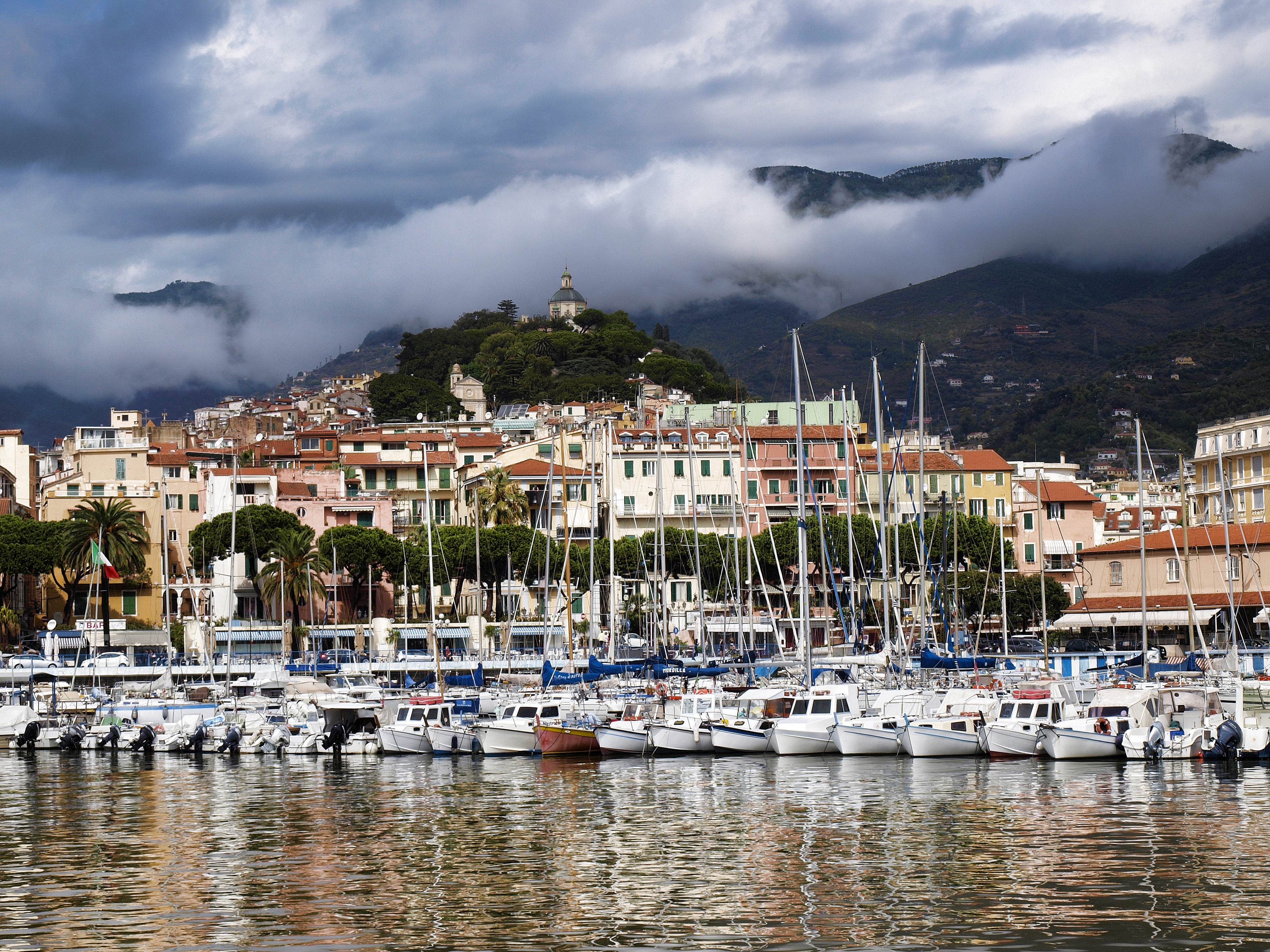
Le port méditerranéen de Sanremo, en Ligurie

- distance : 1 663 km dont 886,5 km sur 54 épreuves spéciales (55 épreuves initialement prévues, pour un total de 893,8 km chronométrés)
- surface : asphalte
- Parcours divisé en trois étapes[4]

### Première étape
- Sanremo - Sanremo, le 3 octobre
- distance : 241,8 km sur 18 épreuves spéciales

### Deuxième étape
- Sanremo - Sanremo, du 4 au 5 octobre
- distance : 315,5 km sur 23 épreuves spéciales (24 épreuves initialement prévues, pour un total de 322,8 km chronométrés)

### Troisième étape
- Sanremo - Sanremo, du 6 au 7 octobre
- distance : 329,2 km sur 13 épreuves spéciales

## Les forces en présence
- Fiat

L'usine a préparé trois 131 Abarth groupe 4 pour Maurizio Verini, Walter Röhrl et Sandro Munari. Équipées d'un moteur deux litres, seize soupapes, à injection développant 230 chevaux, les 131 Abarth pèsent environ 950 kg en configuration 'asphalte'. L'équipe officielle est épaulée par le Jolly Club, qui a engagé deux 131 Abarth pour Antonella Mandelli et Mario Pasetti, ce dernier remplaçant 'Tony', malade.
- Lancia

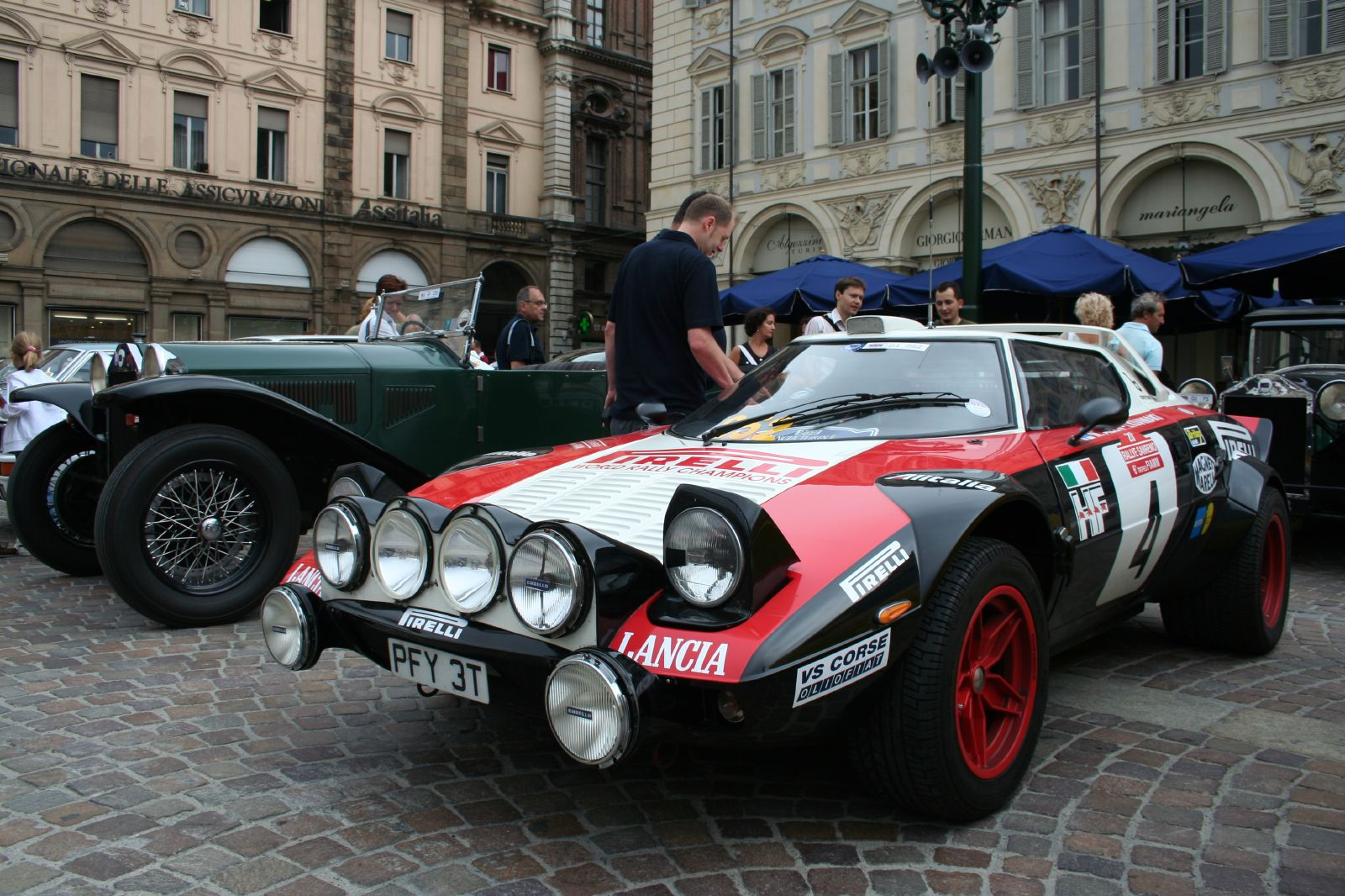
La Lancia Stratos officielle sera aux mains de Markku Alén.

La Scuderia Lancia a engagé une seule voiture pour Markku Alén, habituel pilote Fiat. C'est la première fois qu'il va piloter une Lancia Stratos. Dans sa version groupe 4, cette voiture pèse un peu plus de 900 kg. Elle est équipée d'un moteur Dino V6 (2400 cm3, 12 soupapes, trois carburateurs double-corps) monté en position centrale arrière et développant 270 chevaux. Au côté de la Stratos d'usine, on trouve également les deux engagées par le Jolly Club pour Adartico Vudafieri et Anna Cambiaghi, ainsi que celle de l'écurie Grifone confiée à Attilio Bettega.
- Vauxhall

Le Dealer Team Vauxhall a engagé une Chevette HSR groupe 4 (1050 kg, moteur quatre cylindres de 2300 cm3 à double arbre à cames en tête, 220 chevaux) pour le Britannique Chris Sclater, qui a terminé troisième du dernier Tour de France automobile avec cette même voiture. 
- Porsche

Officiellement absent, le constructeur de Stuttgart est néanmoins largement représenté par les écuries et pilotes privés. Francis Vincent dispose d'une Carrera 3.0 groupe 4 (moteur arrière six cylindres à plat, trois litres, 280 chevaux), tandis qu'Alberto Brambilla (engagé sous le nom de 'Bip-Bip'), Gérard Swaton et Christian Gardavot comptent parmi les principaux animateurs du groupe 3.
- Ferrari

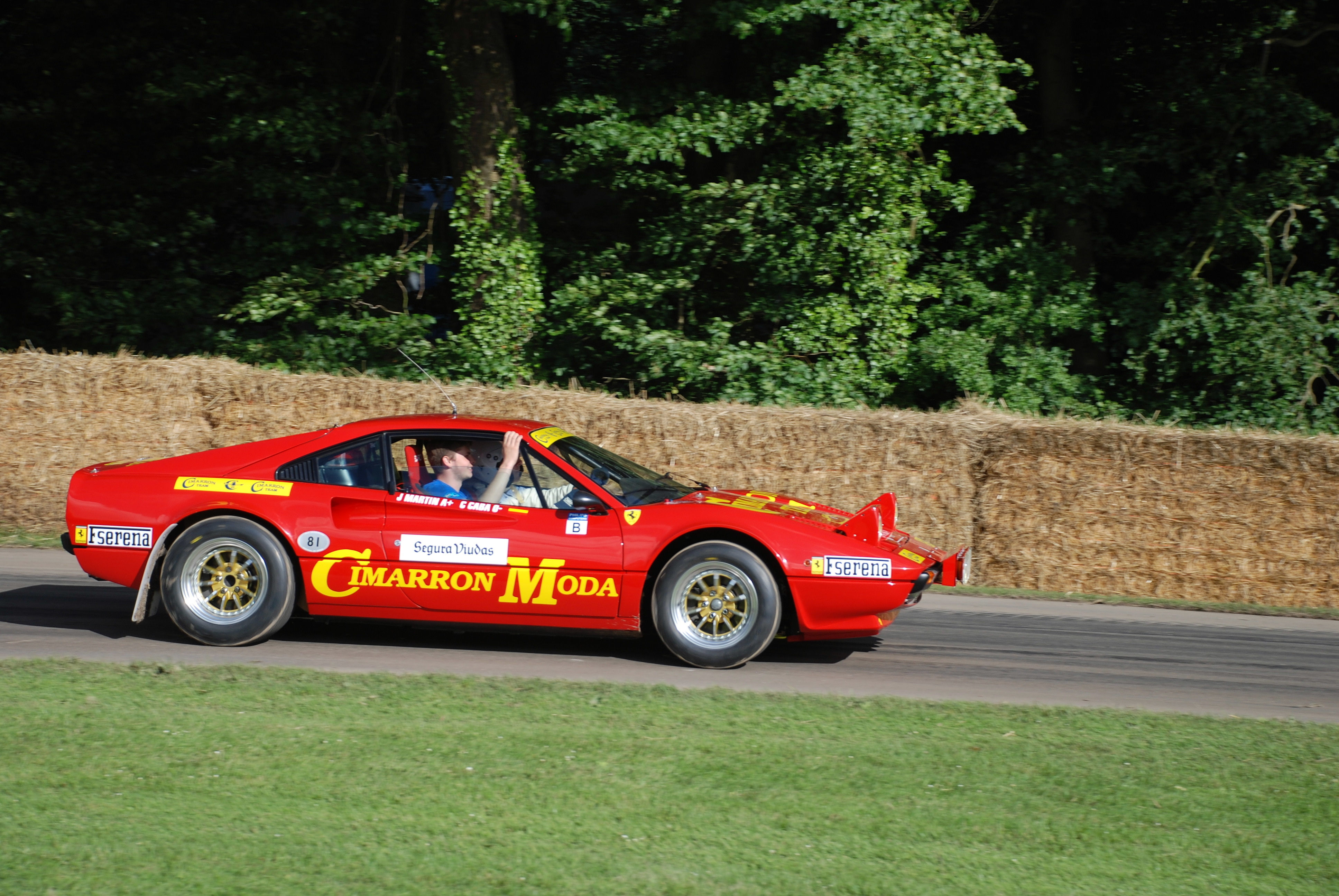
Une Ferrari 308 GTB groupe 4 lors d'une manifestation historique.

L'écurie Padova Corse a engagé une berlinette 308 GTB groupe 4 pour Raffaele Pinto, occasionnellement sorti de sa retraite sportive. Cette voiture, préparée par Michelotto, est équipée d'un moteur V8 monté en position centrale arrière, d'une cylindrée de trois litres. Forte de 300 chevaux, c'est la plus puissante du plateau.
- Opel

L'Euro Händler Team a engagé une Kadett GT/E groupe 2 pour Achim Warmbold. Disposant d'un moteur deux litres de 185 chevaux, c'est l'une des favorites de sa catégorie. Federico Ormezzano et 'Lucky' disposent de modèles similaires, préparés par Conrero. La marque est aussi très bien représentée en tourisme de série, avec notamment Dario Cerrato, Fabrizia Pons et Christian Lunel, sur des coupés Kadett également préparés chez Conrero.
- Alfa Romeo

Engagé sur un coupé  Alfetta GT donné pour 220 chevaux, Mauro Pregliasco dispose de la voiture la plus puissante du groupe 2.
- Ford

Bien que ne participant pas officiellement, Ford peut quand même espérer marquer des points au championnat grâce aux nombreux pilotes privés engagés sur des Escort RS2000 groupe 1. Parmi les plus en vue, Angelo Presotto et Tonino Tognana peuvent viser une place dans les dix premiers au classement général.

## Déroulement de la course

### Première étape

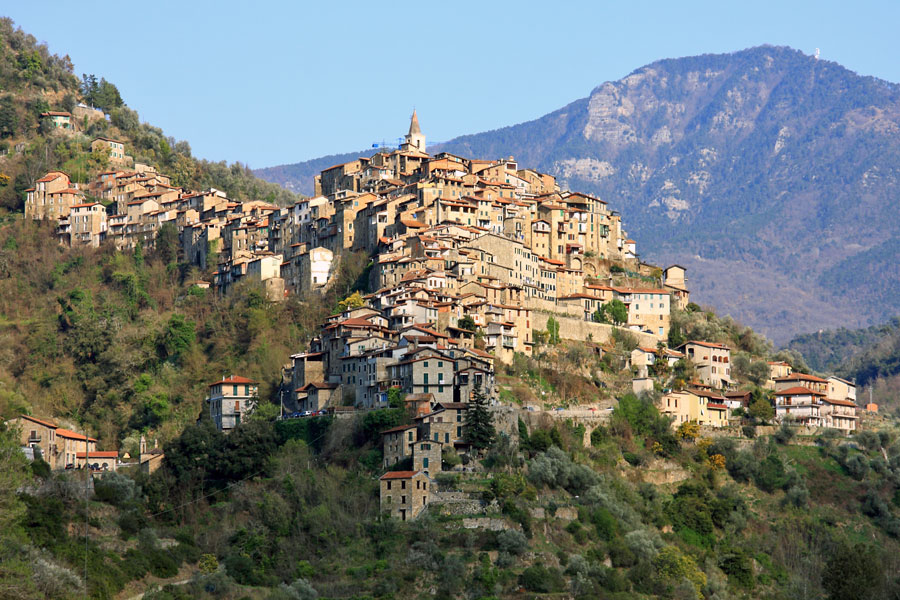
Dernière difficulté de la journée, le secteur d'Apricale a mis fin aux espoirs de nombreux concurrents, dont Munari alors en tête de l'épreuve.

Peu avant le départ, le mardi, une altercation éclate entre Tony Fall, directeur de l'Euro Handler Team, et son pilote Achim Warmbold. Ce dernier, mécontent de la manière dont il est traité dans l'équipe, ne se présente pas au parc fermé, privant Opel de toute représentation officielle. C'est sur des routes détrempées et une pluie incessante que les concurrents s'élancent. Dès la première spéciale, la bataille fait rage entre les Lancia Stratos et les Fiat 131 Abarth. Ces dernières prennent l'avantage grâce aux performances de Walter Röhrl et Sandro Munari, qui réalisent des temps identiques dans les deux premières épreuves spéciales, alors que leur coéquipier Maurizio Verini a perdu près d'une minute dès les tout premiers kilomètres de course à la suite d'une touchette. Dans le clan Lancia, Alén découvre sa voiture et préfère ne prendre aucun risque en cette première journée, restant légèrement en retrait des pilotes Fiat. Sur la Stratos de l'écurie Grifone, Attilio Bettega abandonne dès le second secteur chronométré, victime d'une sortie de route. Attaquant à outrance, Munari prend l'avantage sur Röhrl dès la troisième spéciale, mais le pilote allemand reprend un léger avantage dans le secteur de 'Ponte-Passi'. L'écart entre les deux coéquipiers est alors de sept secondes. Ils vont continuer à dominer les débats toute la journée, Munari reprenant l'avantage dans le second passage de Bignone. Maintenant un rythme très élevé, il va porter son avance à vingt-deux secondes avant le dernier secteur chronométré, Apricale, le plus long (63 kilomètres) de cette première étape. Il a alors remporté quatorze des dix-sept spéciales disputées. Sa fougue va lui être fatale, car dans cette dernière épreuve il aborde trop vite une courbe difficile et sort de la route. L'équipage est indemne, mais la voiture est hors d'usage. Röhrl achève donc cette première étape en tête, devant Verini qui a effectué une belle remontée depuis la dix-huitième place, devançant les deux Lancia d'Adartico Vudafieri et Alén. Sur sa Porsche privée, Francis Vincent est cinquième, devant la voiture sœur d'Alberto Brambilla, qui domine le groupe 3 depuis le départ. Le secteur d'Apricale a également été fatal aux Opel de Dario Cerrato et de 'Lucky', sortis de la route alors qu'ils menaient respectivement les groupes 1 et 2 ! Au total, trente-quatre équipages ont déjà abandonné.

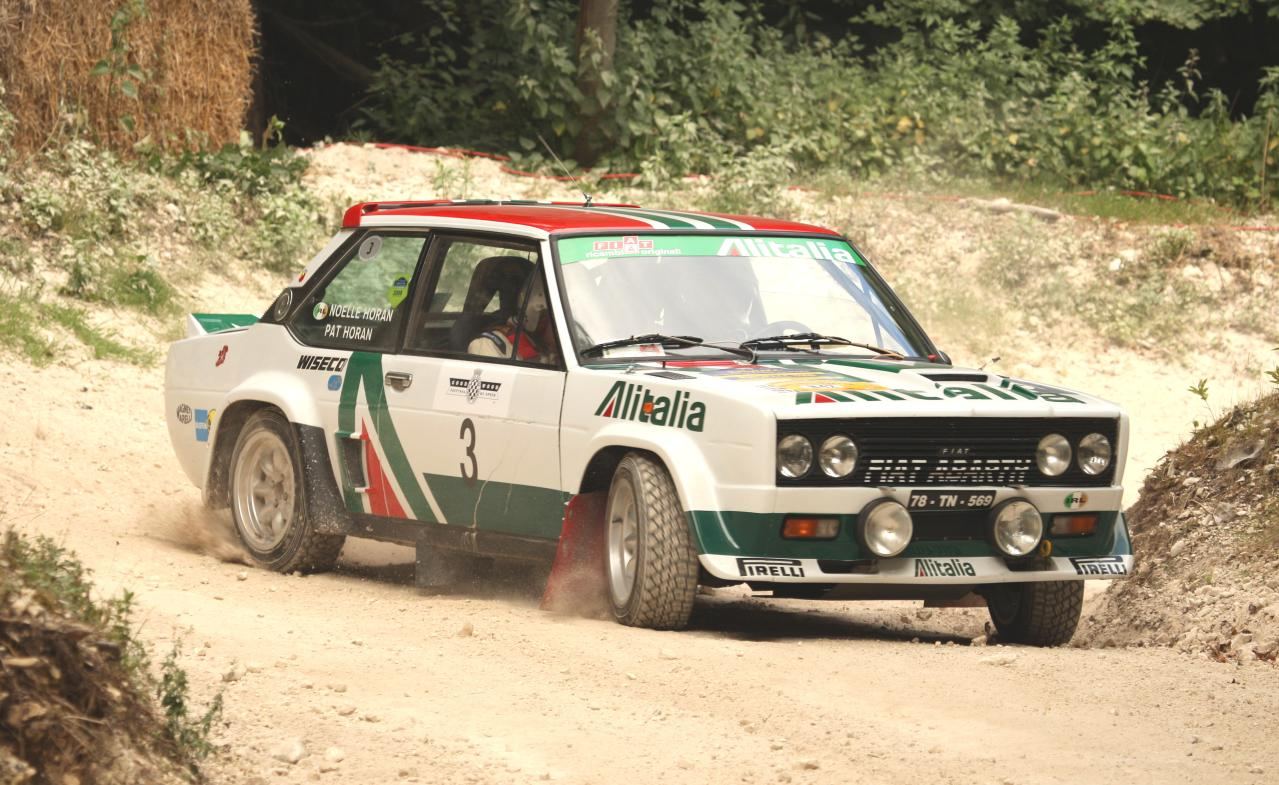
Disputée sous la pluie, la première étape a été dominée par les Fiat 131 Abarth (ici lors d'une course historique).

| Pos. | Pilote                        | Copilote              | Voiture               | Groupe | Temps           | Écart         |
| ---- | ----------------------------- | --------------------- | --------------------- | ------ | --------------- | ------------- |
| 1    | Walter Röhrl                  | Christian Geistdörfer | Fiat 131 Abarth       | 4      | 2 h 55 min 41 s |               |
| 2    | Maurizio Verini               | Arnaldo Bernacchini   | Fiat 131 Abarth       | 4      | 2 h 58 min 59 s | + 3 min 18 s  |
| 3    | Adartico Vudafieri            | Mauro Mannini         | Lancia Stratos HF     | 4      | 2 h 59 min 20 s | + 3 min 39 s  |
| 4    | Markku Alén                   | Ilkka Kivimäki        | Lancia Stratos HF     | 4      | 2 h 59 min 48 s | + 4 min 07 s  |
| 5    | Francis Vincent               | Willy Lux             | Porsche Carrera       | 4      | 3 h 01 min 04 s | + 5 min 23 s  |
| 6    | Alberto Brambilla ('Bip-Bip') | Mirko Perissutti      | Porsche Carrera       | 3      | 3 h 09 min 27 s | + 13 min 46 s |
| 7    | Mauro Pregliasco              | Vittorio Reisoli      | Alfa Romeo Alfetta GT | 2      | 3 h 09 min 52 s | + 14 min 11 s |
| 8    | Mario Pasetti                 | Giorgio Barban        | Fiat 131 Abarth       | 4      | 3 h 11 min 06 s | + 15 min 25 s |
| 9    | Tonino Tognana                | Paolo Spollon         | Ford Escort RS2000    | 1      | 3 h 14 min 08 s | + 18 min 27 s |
| 10   | Angelo Presotto               | Max Sghedoni          | Ford Escort RS2000    | 1      | 3 h 14 min 35 s | + 18 min 54 s |
| 11   | Fabrizia Pons                 | Gabriella Zappia      | Opel Kadett GT/E      | 1      | 3 h 18 min 05 s | + 22 min 24 s |
| 12   | Remo Celesia                  | Ettore Vierin         | Lancia Stratos HF     | 4      | 3 h 20 min 02 s | + 24 min 21 s |
| 13   | Christian Gardavot            | Gérard Otto           | Porsche Carrera       | 3      | 3 h 21 min 06 s | + 25 min 25 s |
| 14   | Paolo Isnardi                 | Orsetti               | Ford Escort RS2000    | 1      | 3 h 21 min 07 s | + 25 min 26 s |

### Deuxième étape
Le mercredi, les fortes pluies ont cessé dans la région de San Remo, mais les routes restent toutefois humides par endroits. Röhrl se montre le plus rapide dans le premier secteur chronométré, portant son avance à plus de trois minutes et demie sur son coéquipier Verini. Il peut alors se permettre de contrôler l'écart sur ses poursuivants, Verini devançant alors les deux Lancia d'Alén et de Vudafieri. Ce dernier remporte successivement les trois spéciales suivantes et déloge Verini de la seconde place. Alén, après avoir pris la mesure de sa nouvelle monture, hausse progressivement son rythme et, à partir du secteur de Mindino, commence à aligner les meilleurs temps. durant la nuit, la bataille pour la seconde place va être très serrée entre les deux Stratos, Alén finissant par prendre l'avantage dans le second passage de Plodio, tandis que Verini a concédé un peu de terrain. A ce moment, Röhrl compte près de quatre minutes d'avance sur Alén, suivi à quelques secondes par Vudafieri, et près de cinq et demie sur son coéquipier Verini. Depuis l'abandon de Munari, le pilote allemand contrôle facilement la course mais pourtant, dans le secteur de Mindino disputé une seconde fois, il aborde trop vite une épingle à droite ; il tente de se freiner en mettant la voiture en tête-à-queue, mais la sortie de route est inévitable, la Fiat de tête achevant sa course dans un fossé. Les deux Lancia d'Alén et Vudafieri, seulement séparées de trente secondes, prennent le commandement de l'épreuve. Il reste alors quatre spéciales à disputer avant de rejoindre San Remo. Vudafieri va se montrer le plus rapide dans chacune d'elles et rallier l'arrivée de cette seconde étape en première positions, dix-sept secondes devant Alén. Troisième, Verini est à plus de cinq minutes, ayant perdu du temps à la suite d'une touchette ayant quelque peu endommagé l'arrière de sa Fiat. Derrière, Vincent est à près de douze minutes des Lancia, il devance d'autant la Fiat privée de Pasetti. Brambilla, sixième domine toujours le groupe 3. Il est suivi de Mauro Pregliasco (Alfa Romeo), leader du groupe 2 depuis l'abandon de 'Lucky', et de Presotto, en tête des 'tourisme de série' sur sa Ford Escort.
| Pos. | Pilote                        | Copilote            | Voiture               | Groupe | Temps           | Écart         |
| ---- | ----------------------------- | ------------------- | --------------------- | ------ | --------------- | ------------- |
| 1    | Adartico Vudafieri            | Mauro Mannini       | Lancia Stratos HF     | 4      | 6 h 51 min 49 s |               |
| 2    | Markku Alén                   | Ilkka Kivimäki      | Lancia Stratos HF     | 4      | 6 h 52 min 06 s | + 17 s        |
| 3    | Maurizio Verini               | Arnaldo Bernacchini | Fiat 131 Abarth       | 4      | 6 h 56 min 52 s | + 5 min 03 s  |
| 4    | Francis Vincent               | Willy Lux           | Porsche Carrera       | 4      | 7 h 03 min 39 s | + 11 min 50 s |
| 5    | Mario Pasetti                 | Giorgio Barban      | Fiat 131 Abarth       | 4      | 7 h 16 min 34 s | + 24 min 45 s |
| 6    | Alberto Brambilla ('Bip-Bip') | Mirko Perissutti    | Porsche Carrera       | 3      | 7 h 17 min 28 s | + 25 min 39 s |
| 7    | Mauro Pregliasco              | Vittorio Reisoli    | Alfa Romeo Alfetta GT | 2      | 7 h 21 min 17 s | + 29 min 28 s |
| 8    | Angelo Presotto               | Max Sghedoni        | Ford Escort RS2000    | 1      | 7 h 30 min 43 s | + 38 min 54 s |
| 9    | Christian Gardavot            | Gérard Otto         | Porsche Carrera       | 3      | 7 h 37 min 24 s | + 45 min 35 s |
| 10   | Fabrizia Pons                 | Gabriella Zappia    | Opel Kadett GT/E      | 1      | 7 h 45 min 49 s | + 54 min 00 s |
| 11   | Tonino Tognana                | Paolo Spollon       | Ford Escort RS2000    | 1      | 7 h 46 min 36 s | + 54 min 47 s |
| 12   | Christian Lunel               | Denise Emmanuelli   | Opel Kadett GT/E      | 1      | 7 h 46 min 49 s | + 55 min 00 s |

### Troisième étape
Les cinquante-sept équipages restant en course repartent de San Remo le vendredi après-midi, après un repos de trente-six heures. Pour la première fois en tête d'une épreuve mondiale, Vudafieri est bien décidé à s'accrocher à sa première place. Dans le premier secteur chronométré, gêné par de petits problèmes de frein, il effectue un tête-à-queue, permettant à Alén de se rapprocher à quatre secondes. Après avoir fait remplacer ses plaquettes, il repart à l'attaque dans la spéciale suivante mais sort de la route après seulement quelques kilomètres et doit abandonner. Alén récupère la première place, avec près de cinq minutes d'avance sur Verini, lui-même très confortable second. La course est jouée, et l'ordre restera le même jusque l'arrivée, Alén, auteur d'un sans-faute, décrochant la victoire pour sa première sortie au volant d'une Lancia Stratos. Pour la quatrième fois, Verini termine deuxième de son rallye national, loin devant Vincent, heureux troisième après avoir été momentanément déclassé par les organisateurs pour absence de son copilote Willy Lux, alors que celui-ci avait quitté précipitamment les lieux juste après l'arrivée, avant de rejoindre le parc fermé, car devant disputer dans la foulée un autre rallye en Belgique ! Brambilla termine quatrième, ayant dominé le groupe 3 de bout en bout sur sa Porsche, tandis que Pregliasco, cinquième, et Presotto, sixième, s'imposent respectivement en tourisme spécial et tourisme de série.

### Classements intermédiaires
Classements intermédiaires des pilotes après chaque épreuve spéciale

### Classement général
| Pos | No | Pilote                        | Copilote            | Voiture               | Temps            | Écart             | Groupe |
| --- | -- | ----------------------------- | ------------------- | --------------------- | ---------------- | ----------------- | ------ |
| 1   | 4  | Markku Alén                   | Ilkka Kivimäki      | Lancia Stratos HF     | 10 h 53 min 28 s |                   | 4      |
| 2   | 1  | Maurizio Verini               | Arnaldo Bernacchini | Fiat 131 Abarth       | 11 h 04 min 00 s | + 10 min 32 s     | 4      |
| 3   | 10 | Francis Vincent               | Willy Lux           | Porsche Carrera       | 11 h 10 min 31 s | + 17 min 03 s     | 4      |
| 4   | 24 | Alberto Brambilla ('Bip-Bip') | Mirko Perissutti    | Porsche Carrera       | 11 h 27 min 52 s | + 34 min 24 s     | 3      |
| 5   | 9  | Mauro Pregliasco              | Vittorio Reisoli    | Alfa Romeo Alfetta GT | 11 h 30 min 48 s | + 37 min 20 s     | 2      |
| 6   | 21 | Angelo Presotto               | Max Sghedoni        | Ford Escort RS2000    | 11 h 46 min 17 s | + 52 min 49 s     | 1      |
| 7   | 44 | Christian Gardavot            | Gérard Otto         | Porsche Carrera       | 11 h 47 min 26 s | + 53 min 58 s     | 3      |
| 8   | 75 | Christian Lunel               | Denise Emmanuelli   | Opel Kadett GT/E      | 12 h 08 min 16 s | + 1 h 14 min 48 s | 1      |
| 9   | 31 | Fabrizia Pons                 | Gabriella Zappia    | Opel Kadett GT/E      | 12 h 10 min 12 s | + 1 h 16 min 44 s | 1      |
| 10  | 56 | Charles Alberti               | 'Tout-à-fond'       | Opel Kadett GT/E      | 12 h 30 min 56 s | + 1 h 37 min 28 s | 2      |

### Hommes de tête
- ES1 à ES2 :  Walter Röhrl -  Christian Geistdörfer (Fiat 131 Abarth) &  Sandro Munari -  Mario Mannucci (Fiat 131 Abarth)
- ES3 à ES5 :  Sandro Munari -  Mario Mannucci (Fiat 131 Abarth)
- ES6 à ES9 :  Walter Röhrl -  Christian Geistdörfer (Fiat 131 Abarth)
- ES10 à ES17 :  Sandro Munari -  Mario Mannucci (Fiat 131 Abarth)
- ES18 à ES37 :  Walter Röhrl -  Christian Geistdörfer (Fiat 131 Abarth)
- ES38 à ES40 :  Markku Alén -  Ilkka Kivimäki (Lancia Stratos HF)
- ES41 à ES43 :  Adartico Vudafieri -  Mauro Mannini (Lancia Stratos HF)
- ES44 à ES55 :  Markku Alén -  Ilkka Kivimäki (Lancia Stratos HF)

### Vainqueurs d'épreuves spéciales
- Markku Alén -  Ilkka Kivimäki (Lancia Stratos HF) : 22 spéciales (ES 23, 24, 26, 28 à 33, 35 à 38, 44 à 49, 53 à 55)
- Sandro Munari -  Mario Mannucci (Fiat 131 Abarth) : 14 spéciales (ES 1 à 5, 7, 8, 10, 11, 13 à 17)
- Adartico Vudafieri -  Mauro Mannini (Lancia Stratos HF) : 10 spéciales (ES 20 à 22, 27, 28, 34, 39 à 42)
- Walter Röhrl -  Christian Geistdörfer (Fiat 131 Abarth) : 9 spéciales (ES 1, 2, 4, 6, 7, 9, 14, 18, 19)
- Maurizio Verini -  Arnaldo Bernacchini (Fiat 131 Abarth) : 4 spéciales (ES 9, 12, 13, 43)
- Christian Gardavot -  Gérard Otto (Porsche Carrera) : 2 spéciales (ES 51, 52)
- Alberto Brambilla ('Bip-Bip') -  Mirko Perissutti (Porsche Carrera) : 1 spéciale (ES 50)

## Résultats des principaux engagés
| No | Pilote                        | Copilote               | Voiture                | Groupe | Classement général                             | Class. groupe |
| -- | ----------------------------- | ---------------------- | ---------------------- | ------ | ---------------------------------------------- | ------------- |
| 1  | Maurizio Verini               | Arnaldo Bernacchini    | Fiat 131 Abarth        | 4      | 2e à 10 min 32 s                               | 2e            |
| 2  | Walter Röhrl                  | Christian Geistdörfer  | Fiat 131 Abarth        | 4      | ab. dans la 38e spéciale (sortie de route)     | -             |
| 4  | Markku Alén                   | Ilkka Kivimäki         | Lancia Stratos HF      | 4      | 1er                                            | 1er           |
| 5  | Sandro Munari                 | Mario Mannucci         | Fiat 131 Abarth        | 4      | ab. dans la 18e spéciale (sortie de route)     | -             |
| 7  | 'Tony'                        | Bruno Scabini          | Fiat 131 Abarth        | 4      | Forfait                                        |               |
| 9  | Mauro Pregliasco              | Vittorio Reisoli       | Alfa Romeo Alfetta GT  | 2      | 5e à 37 min 20 s                               | 1er           |
| 10 | Francis Vincent               | Willy Lux              | Porsche Carrera        | 4      | 3e à 17 min 03 s                               | 3e            |
| 11 | Chris Sclater                 | Martin Holmes          | Vauxhall Chevette 2300 | 4      | ab. dans la 41e spéciale (moteur)              | -             |
| 12 | Achim Warmbold                | Willi-Peter Pitz       | Opel Kadett GT/E       | 2      | Forfait (différend avec directeur d'écurie)    |               |
| 14 | Adartico Vudafieri            | Mauro Mannini          | Lancia Stratos HF      | 4      | ab. dans la 44e spéciale (sortie de route)     | -             |
| 15 | Attilio Bettega               | Isabella Torghele      | Lancia Stratos HF      | 4      | ab. dans la 2e spéciale (sortie de route)      | -             |
| 16 | Federico Ormezzano            | 'Rudy'                 | Opel Kadett GT/E       | 2      | ab. dans la 8e spéciale (joint de culasse)     | -             |
| 18 | Mario Pasetti                 | Giorgio Barban         | Fiat 131 Abarth        | 4      | ab. dans la 45e spéciale (différentiel)        | -             |
| 20 | 'Lucky'                       | Giovanni Braito        | Opel Kadett GT/E       | 2      | ab. dans la 18e spéciale (sortie de route)     | -             |
| 21 | Angelo Presotto               | Max Sghedoni           | Ford Escort RS2000     | 1      | 6e à 52 min 49 s                               | 1er           |
| 22 | Dario Cerrato                 | Luciano Guizzardi      | Opel Kadett GT/E       | 1      | ab. dans la 18e spéciale (sortie de route)     | -             |
| 23 | Raffaele Pinto                | Fabio Penariol         | Ferrari 308 GTB        | 4      | ab. après la 18e spéciale (distribution)       | -             |
| 24 | Alberto Brambilla ('Bip-Bip') | Mirko Perissutti       | Porsche Carrera        | 3      | 4e à 34 min 24 s                               | 1er           |
| 26 | Anna Cambiaghi                | Mariagrazia Vittadello | Lancia Stratos HF      | 4      | ab. dans la 18e spéciale (moteur)              | -             |
| 28 | Tonino Tognana                | Paolo Spollon          | Ford Escort RS2000     | 1      | ab. dans la 48e spéciale (sortie de route)     | -             |
| 30 | Paolo Isnardi                 | Orsetti                | Ford Escort RS2000     | 1      | ab. dans la 2e étape (sortie de route)         | -             |
| 31 | Fabrizia Pons                 | Gabriella Zappia       | Opel Kadett GT/E       | 1      | 9e à 1 h 16 min 44 s                           | 3e            |
| 38 | Remo Celesia                  | Ettore Vierin          | Lancia Stratos HF      | 4      | ab. dans la 2e étape                           | -             |
| 41 | Antonella Mandelli            | Giulia Pernice         | Fiat 131 Abarth        | 4      | ab. dans la 30e spéciale (demi-arbre)          | -             |
| 43 | Gérard Swaton                 | Martine Cordesse       | Porsche Carrera        | 3      | ab. dans la 11e spéciale (problème électrique) | -             |
| 44 | Christian Gardavot            | Gérard Otto            | Porsche Carrera        | 3      | 7e à 53 min 58 s                               | 2e            |
| 56 | Charles Alberti               | 'Tout-à-fond'          | Opel Kadett GT/E       | 2      | 10e à 1 h 37 min 28 s                          | 2e            |
| 75 | Christian Lunel               | Denise Emmanuelli      | Opel Kadett GT/E       | 1      | 8e à 1 h 14 min 48 s                           | 2e            |

## Classement du championnat à l'issue de la course
- attribution des points : 10, 9, 8, 7, 6, 5, 4, 3, 2, 1 respectivement aux dix premières marques de chaque épreuve, additionnés de 8, 7, 6, 5, 4, 3, 2, 1 respectivement aux huit premières de chaque groupe (seule la voiture la mieux classée de chaque constructeur marque des points). Les points de groupe ne sont attribués qu'aux concurrents ayant terminé dans les dix premiers au classement général.
- seuls les huit meilleurs résultats (sur onze épreuves) sont retenus pour le décompte final des points.

| Pos. | Marque        | Points | M-C  | SUE  | SAF  | POR  | ACR  | FIN  | QUE  | SAN  | BAN | COR | RAC |
| ---- | ------------- | ------ | ---- | ---- | ---- | ---- | ---- | ---- | ---- | ---- | --- | --- | --- |
| 1    | Fiat          | 116    | 7+7  | 8+6  | -    | 10+8 | 10+8 | 10+8 | 10+8 | 9+7  |     |     |     |
| 2    | Opel          | 84     | 2+8  | 4+8  | -    | 6+7  | 6+6  | 4+7  | 8+8  | 3+7  |     |     |     |
| 3    | Ford          | 82     | -    | 10+8 | 3+4  | 9+7  | 4+5  | 3+3  | 5+8  | 5+8  |     |     |     |
| 4    | Porsche       | 67     | 10+8 | -    | 9+7  | 2+5  | -    | 7+5  | -    | 8+6  |     |     |     |
| 5    | Toyota        | 50     | -    | -    | -    | 7+8  | 3+5  | 5+8  | 7+7  | -    |     |     |     |
| 6    | Lancia        | 49     | 4+4  | 7+5  | -    | -    | 5+6  | -    | -    | 10+8 |     |     |     |
| 7    | Datsun        | 32     | -    | -    | 9+7  | -    | 8+8  | -    | -    | -    |     |     |     |
| 8    | Peugeot       | 27     | -    | -    | 10+8 | 4+5  | -    | -    | -    | -    |     |     |     |
| 9    | Saab          | 18     | -    | 2+6  | -    | -    | -    | -    | 3+7  | -    |     |     |     |
| 10   | Renault       | 17     | 9+8  | -    | -    | -    | -    | -    | -    | -    |     |     |     |
| 10=  | Volkswagen    | 17     | -    | 1+8  | -    | -    | -    | -    | 2+6  | -    |     |     |     |
| 12   | Alfa Romeo    | 14     | -    | -    | -    | -    | -    | -    | -    | 6+8  |     |     |     |
| 13   | Triumph       | 12     | -    | -    | -    | -    | -    | -    | 6+6  | -    |     |     |     |
| 13=  | Mercedes-Benz | 12     | -    | -    | 5+7  | -    | -    | -    | -    | -    |     |     |     |
| 15   | Volvo         | 10     | -    | 3+7  | -    | -    | -    | -    | -    | -    |     |     |     |
| 16   | Škoda         | 6      | -    | -    | -    | -    | 2+4  | -    | -    | -    |     |     |     |
| 17   | Mitsubishi    | 5      | -    | -    | 1+4  | -    | -    | -    | -    | -    |     |     |     |
| 18   | Lada          | 4      | -    | -    | -    | -    | 1+3  | -    | -    | -    |     |     |     |

### Classement provisoire de la Coupe FIA des pilotes

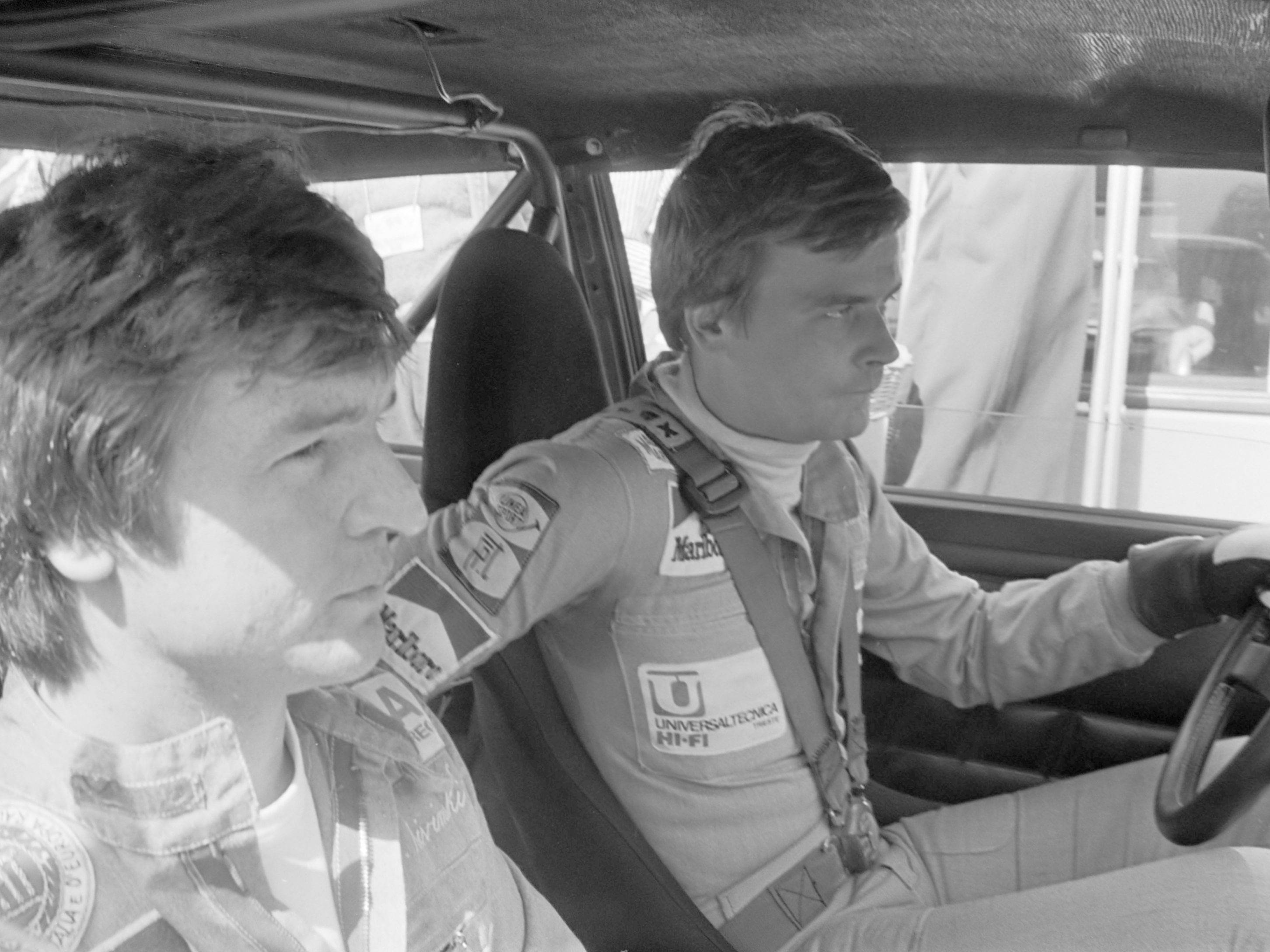
Troisième victoire cette saison pour Markku Alén (ici avec son copilote Ilkka Kivimäki), presque assuré de remporter la Coupe FIA.

- attribution des points : 9, 6, 4, 3, 2, 1 respectivement aux six premiers de chaque épreuve. Sont retenus pour le décompte final les cinq meilleurs résultats des onze épreuves mondiales (catégorie A), les deux meilleurs résultats des cinq rallyes sélectifs du Championnat d'Europe (catégorie B) et le meilleur résultat parmi les trois autres rallyes sélectifs (catégorie C). Markku Alén doit donc décompter les quatre points acquis en Suède.

| Pos. | Pilote              | Marque                    | Points  | M-C (A) | ARC (B) | SUE (A) | SAF (A) | POR (A) | ACR (A) | SCO (B) | POL (B) | FIN (A) | NZ (C) | QUE (A) | TdF (B) | SAN (A) | GIR (C) | AUS (C) | ESP (B) | BAN (A) | COR (A) | RAC (A) |
| ---- | ------------------- | ------------------------- | ------- | ------- | ------- | ------- | ------- | ------- | ------- | ------- | ------- | ------- | ------ | ------- | ------- | ------- | ------- | ------- | ------- | ------- | ------- | ------- |
| 1    | Markku Alén         | Fiat & Lancia¹            | 43 (47) | -       | 4       | (4)     | -       | 9       | 6       | -       | -       | 9       | -      | 6       | -       | 9¹      |         |         |         |         |         |         |
| 2    | Jean-Pierre Nicolas | Porsche, Peugeot¹ & Ford² | 22      | 9       | -       | -       | 9¹      | 4²      | -       | -       | -       | -       | -      | -       | -       | -       |         |         |         |         |         |         |
| 3    | Walter Röhrl        | Fiat                      | 21      | 3       | -       | -       | -       | -       | 9       | -       | -       | -       | -      | 9       | -       | -       |         |         |         |         |         |         |
| 3=   | Hannu Mikkola       | Ford                      | 21      | -       | -       | 6       | -       | 6       | -       | 9       | -       | -       | -      | -       | -       | -       |         |         |         |         |         |         |
| 5    | Björn Waldegård     | Ford & Porsche¹           | 12      | -       | -       | 9       | 3¹      | -       | -       | -       | -       | -       | -      | -       | -       | -       |         |         |         |         |         |         |
| 6    | Ari Vatanen         | Ford                      | 11      | -       | 9       | 2       | -       | -       | -       | -       | -       | -       | -      | -       | -       | -       |         |         |         |         |         |         |
| 7    | Pentti Airikkala    | Vauxhall                  | 10      | -       | -       | -       | -       | -       | -       | 6       | -       | 4       | -      | -       | -       | -       |         |         |         |         |         |         |
| 8    | Antonio Zanini      | Fiat                      | 9       | -       | -       | -       | -       | -       | -       | -       | 9       | -       | -      | -       | -       | -       |         |         |         |         |         |         |
| 8=   | Russell Brookes     | Ford                      | 9       | -       | -       | -       | -       | -       | -       | -       | -       | -       | 9      | -       | -       | -       |         |         |         |         |         |         |
| 8=   | Michèle Mouton      | Fiat                      | 9       | -       | -       | -       | -       | -       | -       | -       | -       | -       | -      | -       | 9       | -       |         |         |         |         |         |         |